# 文物修復辦事處
文物修復辦事處（英語：Conservation Office）前稱文物修復組，是香港康樂及文化事務署轄下的一個組織，負責香港博物館及文物古跡的保存和修復及相關的教育事務，總部位於九龍西尖沙咀梳士巴利道10至12號香港藝術館4樓417室。
文物修復辦事處為各間香港博物館籌備及舉辦專題展覽，並且提供技術支援，以及協助古物古蹟辦事處保存約80萬件出土文物，以及逾20萬件各間香港博物館藏品。此外，文物修復辦事處亦推行相關的計劃和活動，包括《學校文化日試驗計劃》及國際博物館日等等。

## 歷史
為了加強文物保存及修復服務，文物修復辦事處配置了特別設備的工作室，由1999年的8個增加至2002年的13個。
2002年，文物修復辦事處修復了3,626件文物，包括書畫、紙本文物、織品、照片、金屬品、陶瓷器、有機類文物及出土文物。文物修復辦事處根據館藏種類，設立有8個對應的專門小組，分別為書畫、印刷品及照片、檔案及繕本、紡織物及標本、有機類文物、陶瓷及無機類文物、金屬品和出土文物。

## 設備
文物修復辦事處會具備先進儀器以進行相關的事務，包括立體顯微鏡、真空吸力修復桌、氮氣滅蟲室、色譜分析儀、傅里葉變換紅外線光譜儀、超音波接合器、紡織物洗滌檯、無線環境監察系統、X-射線分析儀、紅外線檢視器 、噴沙打磨機、電化學阻抗分析儀、掃描電子顯微鏡和能譜儀、激光除垢儀、氣相色譜檢測方法及X-射線衍射儀等等。

## 外部連結
- 香港特別行政區政府 文物修復辦事處 （页面存档备份，存于）